# Biblioteca Pere Gual i Pujadas
La  Biblioteca Pere Gual i Pujadas, és la biblioteca pública de Canet de Mar. Va ser la segona que es va crear dins el pla de biblioteques populars de la Mancomunitat de  Catalunya, el 1919. Actualment forma part de la Xarxa de Biblioteques Municipals de la Diputació de Barcelona.
L'objectiu d'aquesta institució és poder facilitar l'accés de la informació i els continguts culturals, el coneixement i en si el lleure fent ús de tots els recursos que es tenen a l'abast, així doncs creant un espai de convivència i d'integració. Convertint la institució en un referent cultural del municipi amb l'ajuda i la cooperació d'altres agents propers a la localitat.

## Història

#### Antecedents
La segona meitat del s. XIX va proliferar la creació de fàbriques tèxtils per part dels indians que retornaven des de les colònies pal seu municipi d'origen. Si bé aquest desenvolupament econòmic i laboral va ser molt important per Canet de Mar i altres ciutats maresmenques, les precàries condicions laborals van portar els seus treballadors a organitzar-se per reivindicar millores, amb l'aparició de revoltes i vagues a la dècada de 1890. Davant aquesta conflictivitat diversos intel·lectuals i obrers autodidactes com Alexandre Melis i Josep Fors i Vidal consideraven que mitjançant l'educació i l'accés a la cultura podien millorar la situació dels obrers. Varen decidir fundar l'Ateneu Obrer de Canet el 1907, que comptava amb una escola nocturna dirigida per Miquel Campmeny i Roca.
El metge i higienista Marià Serra i Font, va ser el primer alcalde de la Lliga Regionalista elegit el 1912, després de governs monàrquics. Va abordar un seguit de reformes urbanístiques, sanitàries i culturals per millorar les institucions i reduir la conflictivitat social. Bona part d'aquests projectes van ser liderats per Josep Fors i Vidal, regidor de l'ajuntament entre 1915-1922, qui es va encarregar de convèncer els regidors de l'oposició i l'opinió pública sobre la importància dels equipaments educatius, entre ells, la sol·licitud a la Mancomunitat de Catalunya de tenir a Canet una de les biblioteques populars que estava creant. Serra va perdre les eleccions de 1917 i va ser reemplaçat per Salvador Busquets i Codina que, a més de continuar amb els projectes iniciats, va impulsar la construcció de l'Escola Montessori i l'Escola d'Indústries i Teixits a la ciutat.

#### Inauguració
La bona predisposició de la localitat va propiciar la concessió d'una biblioteca per part del consell de pedagogia de la Mancomunitat el maig de 1917 i la primera pedra es va posar el 29 de juny de 1917 amb l'assistència de Puig i Cadafalch, president de la Mancomunitat, d'Eugeni d'Ors, director de la Xarxa de Biblioteques i l'alcalde de Canet de Mar, Salvador Busquets.
La biblioteca va ser inaugurada el 8 de desembre de 1919 i rep el nom de del franciscà canetenc Pere Gual i Pujadas, reconegut pel seu compromís amb la cultura i la comunitat local. La seva implicació en la vida social i cultural de Canet va ser determinant per impulsar la creació d’un espai públic destinat a la difusió del coneixement i la lectura.

El seu primer emplaçament va ser a l'edifici que porta el seu nom, al passeig de la Misericòrdia 13, una obra de Lluís Planas i Calvet inaugurat el 8 de desembre de 1919.

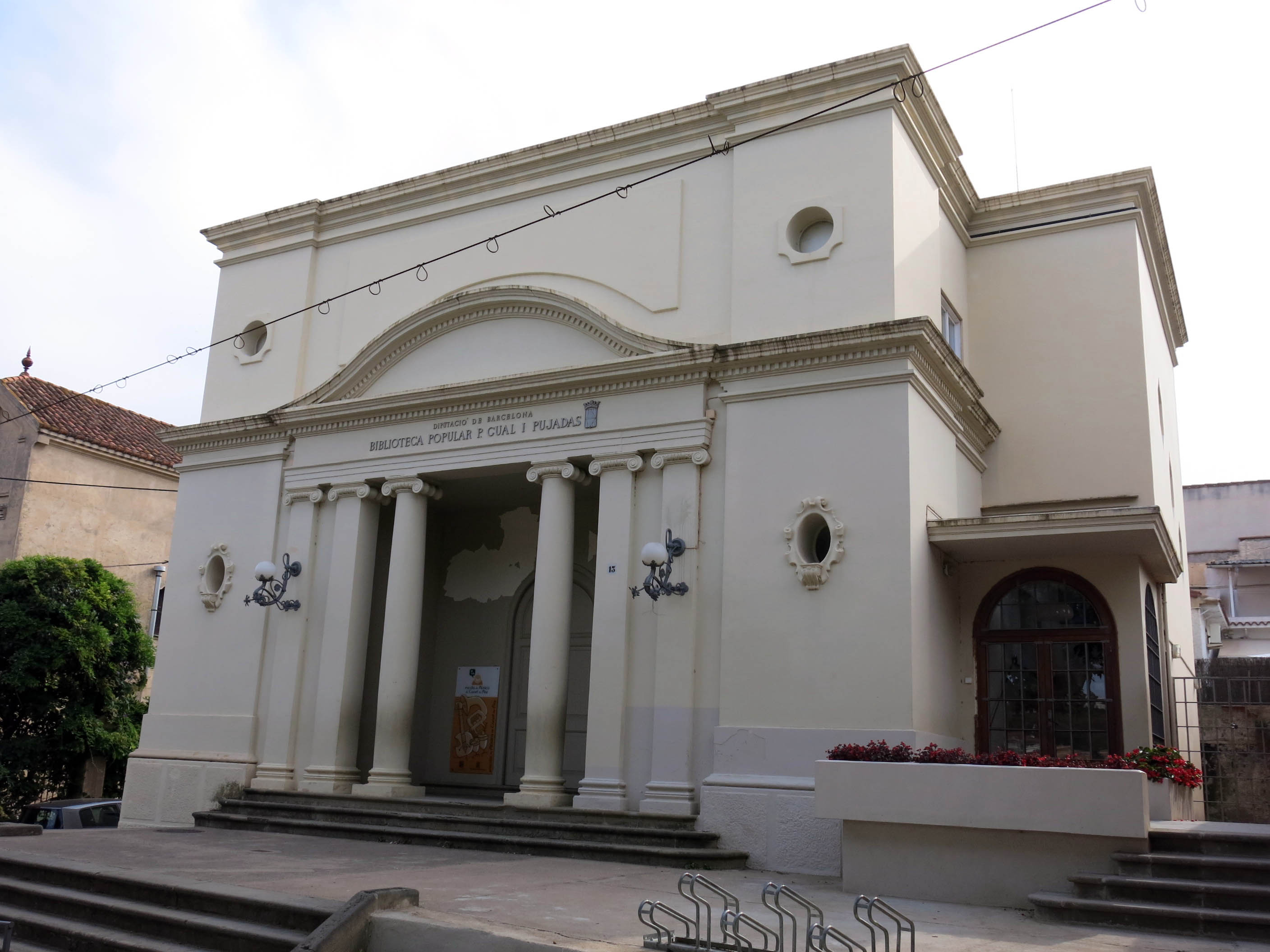
Biblioteca Popular Pere Gual i Pujadas

L'any 1999 el servei de biblioteca es va traslladar a un edifici modernista, l'Ateneu Canetenc, obra de l'arquitecte Lluís Domènech i Montaner, encarregat per les germanes Maria i Mariana Bosch el 1885 per fundar una societat recreativa amb el nom d'Ateneu Canetenc que estaria al servei del Partit Liberal en contraposició al Casino Canetenc que era la seu del Partit Conservador.
Des de la seva creació, la Biblioteca Pere Gual i Pujadas ha estat un centre cultural de referència a Canet de Mar. Tot i que en els seus primers anys la seva col·lecció i serveis eren més bàsics, amb el temps s'ha consolidat com un centre cultural vital per a Canet de Mar. La biblioteca ha crescut tant en nombre d'usuaris com en recursos, adaptant-se a les necessitats canviants de la comunitat. En els seus primers anys, funcionava principalment com un espai de préstec de llibres, però amb el temps ha afegit més serveis com a activitats culturals, accés a internet i col·leccions audiovisuals, contribuint a la promoció de la lectura i l'accés gratuït a la cultura.
La biblioteca també ha estat testimoni de diverses remodelacions i ampliacions per a adaptar-se als nous temps i a les tecnologies de la informació. No obstant això, el llegat de Pere Gual i Pujadas continua sent una peça central de la identitat de la institució, que continua complint la seva missió original d'acostar el coneixement a tots els racons de Canet de Mar.